# 유인수 (1880년)
유인수(柳仁秀, 1880년 음력 6월 11일 ~ ?)은 대한제국과 일제강점기의 관료이다. 본관은 전주이다.

## 생애
1899년에 관립한성영어학교에 입학하여 이 학교를 1903년에 졸업하였다. 학교 졸업 후 곧바로 판임관 6등의 개성전보사 주사로 임명되어 대한제국 관리가 되었다.
경기도 개성시에서 근무하다가 1905년에는 시흥전보사와 한성전보사 주사로 각각 이동 발령받았다. 1906년에 탁지부 주사가 되었고, 1907년에 탁지부 서기랑으로 승진했다. 탁지부 사계국에서 근무하며 재정 담당 관리로 일했다.
1910년에 한일 병합 조약이 체결되고 조선총독부 체제가 출범했다. 유인수는 황해도 해주군 서기로 임명되어 총독부 관리로 소속이 이동되었다. 이후 봉산군으로 전임했다가 1913년 2월에 총독부 군수로 발탁되었다.
황해도 신계군과 연백군에서 군수로 근무하였고, 신계군수 재직 중에는 황해도 지방토지조사위원회 임시위원도 겸했다. 연백군수이던 1928년에 일본 정부로부터 쇼와대례기념장을 수여받은 바 있다. 퇴관하기 직전인 1929년을 기준으로 정6위 훈6등에 서위되어 있었다.
민족문제연구소가 2008년에 공개한 민족문제연구소의 친일인명사전 수록예정자 명단 중 관료 부문에 포함되었다.

## 참고자료
- 유인수(柳仁秀) - 국사편찬위원회